# Carl Domanig

Karl Domanig

Karl Domanig, auch Carl Domanig, (* 3. April 1851 in Sterzing; † 9. Dezember 1913 in St. Michael/Eppan) war ein Schriftsteller und Numismatiker. Er wurde als Tiroler Heimatdichter bekannt.

## Leben
Carl Domanig besuchte Schulen in Brixen und Meran. Er war als Schüler Mitglied der geheimen Schülerverbindung Merania an, in der er den Biernamen Götz von Berlichingen trug und die 1868 aufflog. Das Schulverhör ergab, dass die Mitglieder einer „verderblichen materialistischen Weltanschauung“, dem Liberalismus, gehuldigt und sich dem „Lesen kirchenfeindlicher Bücher hingegeben“ hätten. Domanig erhielt das consilium abeundi. In seiner Not wandte er sich an seinen Meranier-Bundesbruder Nikolaus Recheis, der mittlerweile katholischer Priester geworden war. Dieser brachte ihn dazu, sich dem Katholizismus wieder zuzuwenden und ermöglichte ihn, seine Gymnasialstudien zu beenden.
In Innsbruck und Rom studierte er Numismatik und Germanistik, 1876 erlangte er das Doktorat. Nach seinem Studium betätigte er sich als Autor von Gedichten, Erzählungen, Romanen und Dramen, zunächst jedoch erfolglos. Er war als Lehrer tätig und unterrichtete über zwanzig Kinder aus dem habsburgischen Kaiserhaus in Kunst- und Literaturgeschichte. Als Numismatiker wurde er 1884 Kustos-Adjunkt und später Direktor des k.k. Münz- und Antikenkabinetts des Kunsthistorischen Museums in Wien.
Später wurde Domanig mit seinen Stücken Der Tyroler Freiheitskampf, Die liebe Not und Der Gutsverkauf, in dem er den Verfall der christlichen und moralischen Ordnung im Dorf anprangerte, bekannt.
Domanig gehörte dem Gralbund von Richard Kralik an.
Er gehörte der AV Austria Innsbruck (seit 1870), sowie der KHV Welfia Klosterneuburg, KÖHV Nordgau Wien der KaV Norica Wien, damals im CV, heute im ÖCV an.

## Familie
Sein Sohn war der Chirurg Erwin Domanig, österreichischer Statthalter des Ritterordens vom Heiligen Grab zu Jerusalem.

## Ehrungen
Von 1934 bis 1947 war die ehemalige Rosa-Luxemburg-Gasse in Wien-Ottakring in Domaniggasse umbenannt. 1976 erfolgte die Benennung der Domaniggasse in Wien-Favoriten nach dem Dichter und seinem Sohn, dem Direktor der Internationalen Schlafwagengesellschaft, Gottfried Domanig (1895–1964). Im Innsbrucker Stadtteil Amras wurde der Domanigweg nach ihm benannt.

## Werke
- Der Tyroler Freiheitskampf. Dramatische Trilogie mit einem Vor- und Nachspiele. 3 Bände. Wagner, Innsbruck 1886–1897.
- Der Abt von Fiecht. Eine poetische Erzählung. Wagner, Innsbruck 1887.
- Der Gutsverkauf. Ein Schauspiel aus der Gegenwart. In 5 Acten. Wagner, Innsbruck 1890.
- Die Fremden. Ein Roman aus der Gegenwart. Joseph Roth, Stuttgart 1898.
- Grobianus Nostramus Tyrolensis. Josef Roller, Wien 1901.
- Der Idealist. Schauspiel in fünf Aufzügen. Allgemeine Verlags-Gesellschaft, München 1902.
- Die liebe Not. Schauspiel in fünf Akten. Kösel, Kempten u. a. 1907.
- Um Pulver und Blei. Eine epische Dichtung. Kösel, Kempten u. a. 1909.
- Zum Frieden. Seinen lieben Tyroler Landsleuten. Opitz, Wien 1911.
- Gesammelte Werke. 5 Bände. Kösel, Kempten u. a. 1914.
- Vom Segen Gottes. St. Joseph-Verein zur Verbreitung guter Schriften, Cöln. St. Joseph-Verein, Köln 1916.

## Schriften

Titelblatt der Schrift Eine „katholische“ Burschenschaft.

- Eine „katholische“ Burschenschaft. Geschrieben zum X. Stiftungsfest der Austria in Innsbruck. Mit einem Anhang „Scholaren-Lieder“. Verlag der Austria, Innsbruck 1873, (Digitalisat).
- Anton Scharff. K. und k. Kammermedailleur. (1845–1895). Sein Bildungsgang und sein Schaffen. In: Numismatische Zeitschrift. Bd. 27, 1895, ISSN 0250-7838, S. 271–320, Tafel 3–14, (Auch als Sonderabdruck. Verlag der Numismatische Gesellschaft, Wien 1895, Digitalisat).
- als Herausgeber: Porträtmedaillen des Erzhauses Österreich von Kaiser Friedrich III. bis Kaiser Franz II. Aus der Medaillensammlung des allerhöchsten Kaiserhauses. Gilhofer und Ranschburg, Wien 1896.
- Opus Si Lucæ: Eine Sammlung classischer Andachtsbilder. = Images Réligieuses Classiques. = Classical Devotional-Pictures. Joseph Roth, Stuttgart u. a.  1900, (Digitalisat).
- Josef Tautenhayn Senior, k. und k. Kammermedailleur. In: Numismatische Zeitschrift. Bd. 36, 1904, S. 157–184, Tafel 5–14, (Digitalisat; Auch als Sonderabdruck: Josef Tautenhayn der Ältere, k. und k. Kammermedaillen. Sein Bildungsgang und sein Schaffen. Verlag der Numismatische Gesellschaft, Wien 1905).
- Die deutsche Medaille in kunst- und kulturhistorischer Hinsicht. Nach dem Bestande der Medaillensammlung des allerhöchsten Kaiserhauses. Schroll, Wien 1907, (Digitalisat).
- Aus dem Tagewerk eines Arztes. St. Joseph-Verein zur Verbreitung guter Schriften, Köln 1913.